# Philippe Barbarin
Philippe Xavier Christian Ignace Marie Barbarin (født 17. oktober 1950 i Rabat, Marokko) er en fransk katolsk kardinal kreeret til kardinal 21. oktober 2003 af Pave Johannes Paul 2. Han har  siden 2002 været  ærkebiskop af Lyon.
Philippe Barbarin studerede filosofi og katolsk teologi i Paris, og tog en licentiatgrad i filosofi og Ph.d. i teologi. I 1977 blev han præsteviet.  De følgende otte år virkede han som kapellan i Alfortville og Vincennes, fra  1985 til 1990 som sognepræst og lærer i Saint-Maur-des-Fossés. Samtidig var han bispestiftets ansvarlige for den økumeniske dialog. Fra 1991 til 1994 var han sognepræst i Boissy Saint Léger. Fra 1994 til 1998 underviste han ved præsteseminariet Archidiocèse de Fianarantsoa i Vohitsoa på Madagaskar, og var samtidig aktiv i sjælesorgen. Han var biskop af Moulins, Frankrig (1998–2002).
Barbarin deltog ved konklavet 1978, som valgte Pave Benedikt 16., og ved konklavet 2013, som valgte Pave Frans.
Barbarin argumenterede i september 2012 for, at planerne om at omdefinere begrebet ægteskab og give homoseksuelle i Frankrig ret til at gifte sig, ville åbne døren for incest og polygami. Året efter stemte 249 i frankrigs nationalforsamling for at legalisere ægteskab mellem personer af samme køn - mens 97 stemte imod.
Barbarin er officer af Æreslegionen.